# Kasteel Wylre
Kasteel Wylre is een verdwenen kasteel in de Nederlandse plaats Venlo. Het kasteel bevond zich in de buurt van de Wylrebeek op minder dan een kilometer ten oosten van de Maas. Op het terrein van het landgoed bevond zich de Wylrehof.

## Geschiedenis

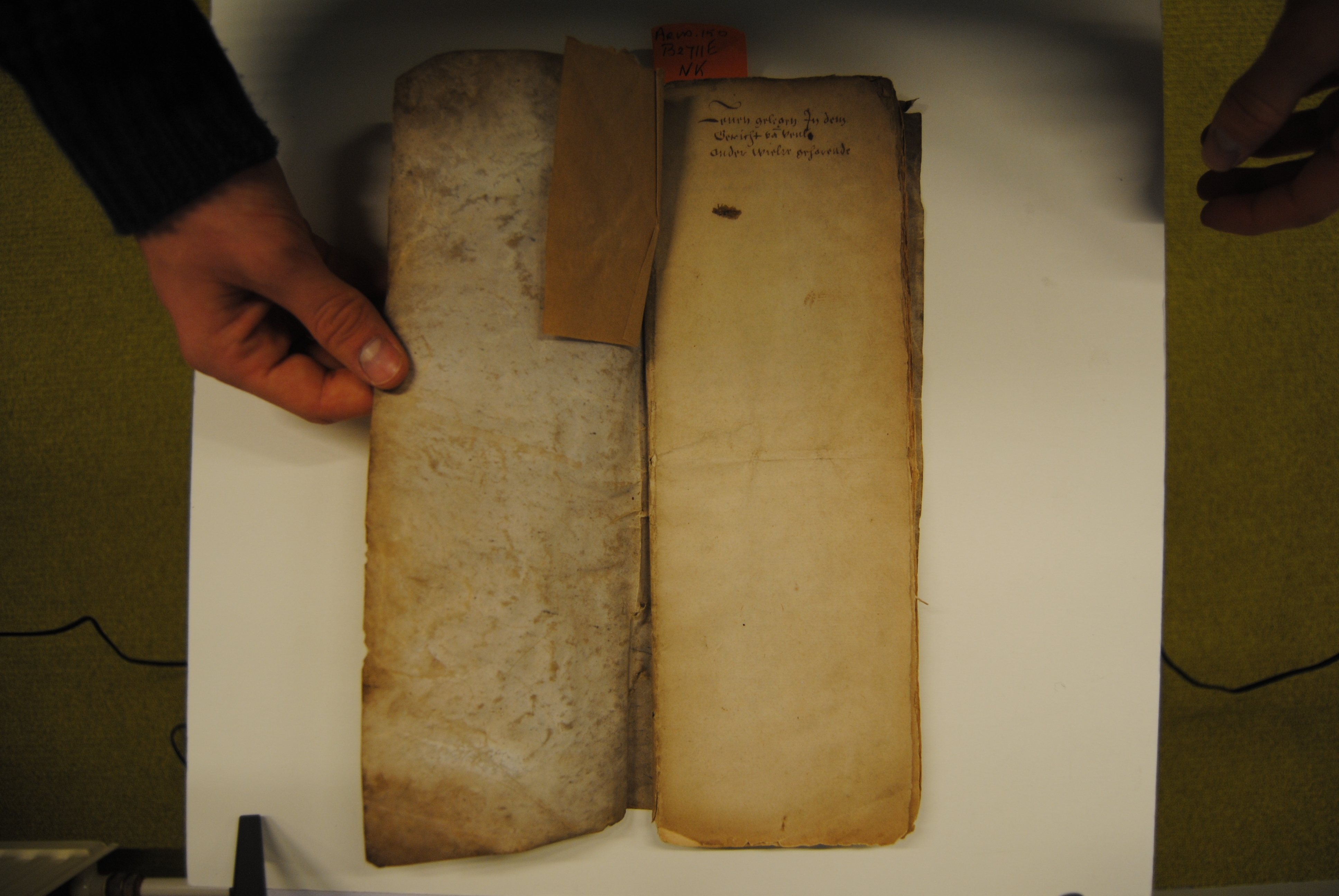
Eerste bladzijde van het Leenboek van het Huis Wylre

In de middeleeuwen stond er tussen Venlo en Tegelen het huis Wylre en bevond zich aan de zuidgrens van Venlo. In de 15e eeuw was het goed Wylre in leen en bestond uit een kasteel met omliggende gebieden.
In 1480 werd Venlo belegerd door de Engelsen en zij vestigden zich in het kasteel en op het omliggende landgoed. Bij hun vertrek staken zij huis en de twee hofsteden met molen in brand, nadat zij eerst al het kaphout en het koren op het goed hadden weggevoerd.